# Chama
Pour l’article homonyme, voir Chama (Nouveau-Mexique).
Genre
Chama est un genre de mollusques bivalves de la famille des Chamidae. 

## Liste des espèces

Chama macerophylla, valve droite.

Chama macerophylla, valve gauche.

Selon World Register of Marine Species (9 novembre 2015) :
- Chama ambigua Lischke, 1870
- Chama arcana F. R. Bernard, 1976
- Chama asperella Lamarck, 1819
- Chama bicornis Linnaeus, 1758
- Chama bonanni Hanley, 1885
- Chama brassica Reeve, 1847
- Chama buddiana C. B. Adams, 1852
- Chama cerinorhodon Hamada & Matsukuma, 2005
- Chama cerion Matsukuma, Paulay & Hamada, 2003
- Chama circinata Monterosato, 1878
- Chama congregata Conrad, 1833
- Chama coralloides Reeve, 1846
- Chama cordata Linnaeus, 1758
- Chama crenulata Lamarck, 1819
- Chama croceata Lamarck, 1819
- Chama dunkeri Lischke, 1870
- Chama echinata Broderip, 1835
- Chama florida Lamarck, 1819
- Chama fragum Reeve, 1847
- Chama frondosa Broderip, 1835
- Chama gryphoides Linnaeus, 1758
- Chama hicksi Valentich-Scott & Coan, 2010
- Chama hunua Eagle, 2000 †
- Chama isaacooki Healy, Lamprell & Stanisic, 1993
- Chama japonica Lamarck, 1819
- Chama lactuca Dall, 1886
- Chama lazarus Linnaeus, 1758
- Chama limbula Lamarck, 1819
- Chama linguafelis Reeve, 1847
- Chama lobata Broderip, 1835
- Chama macerophylla Gmelin, 1791
- Chama oomedusae Matsukuma, 1996
- Chama pacifica Broderip, 1835
- Chama pellucida Broderip, 1835
- Chama producta Broderip, 1835
- Chama pulchella Reeve, 1846
- Chama rubropicta Bartsch & Rehder, 1939
- Chama ruderalis Lamarck, 1819
- Chama sarda Reeve, 1847
- Chama sinuosa Broderip, 1835
- Chama sordida Broderip, 1835
- Chama tinctoria F. R. Bernard, 1976
- Chama venosa Reeve, 1847
- Chama yaroni Delsaerdt, 1986

Noms en synonymie!
- Chama elegans Requien, 1848, un synonyme de Centrocardita aculeata (Poli, 1795)

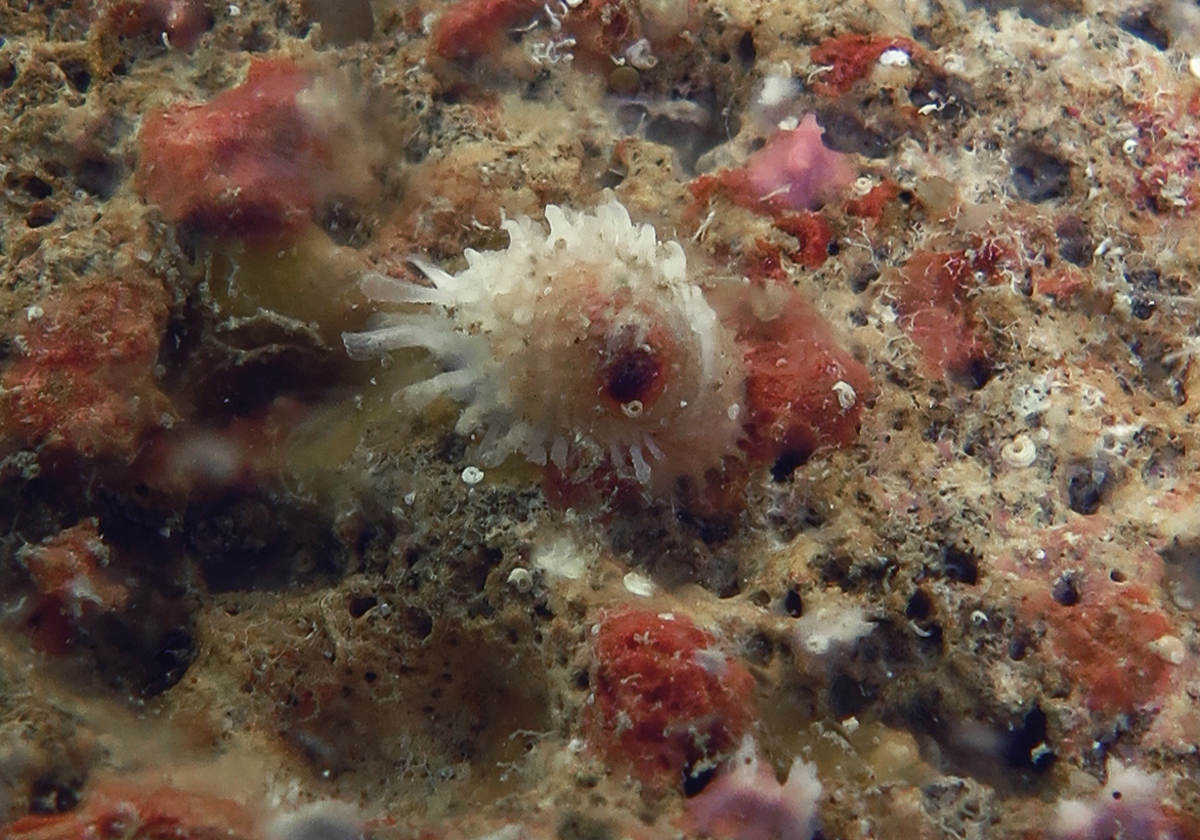
Chama asperella
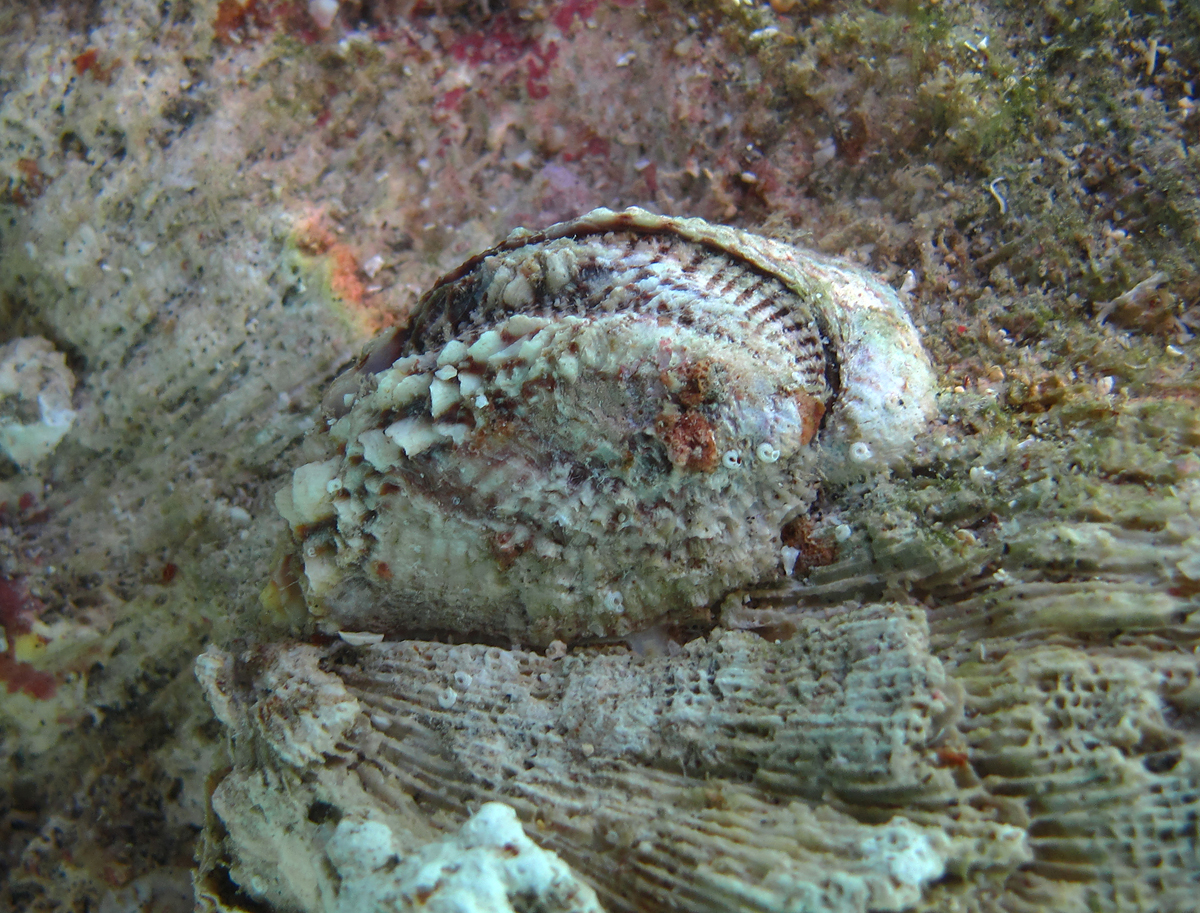
Chama croceata
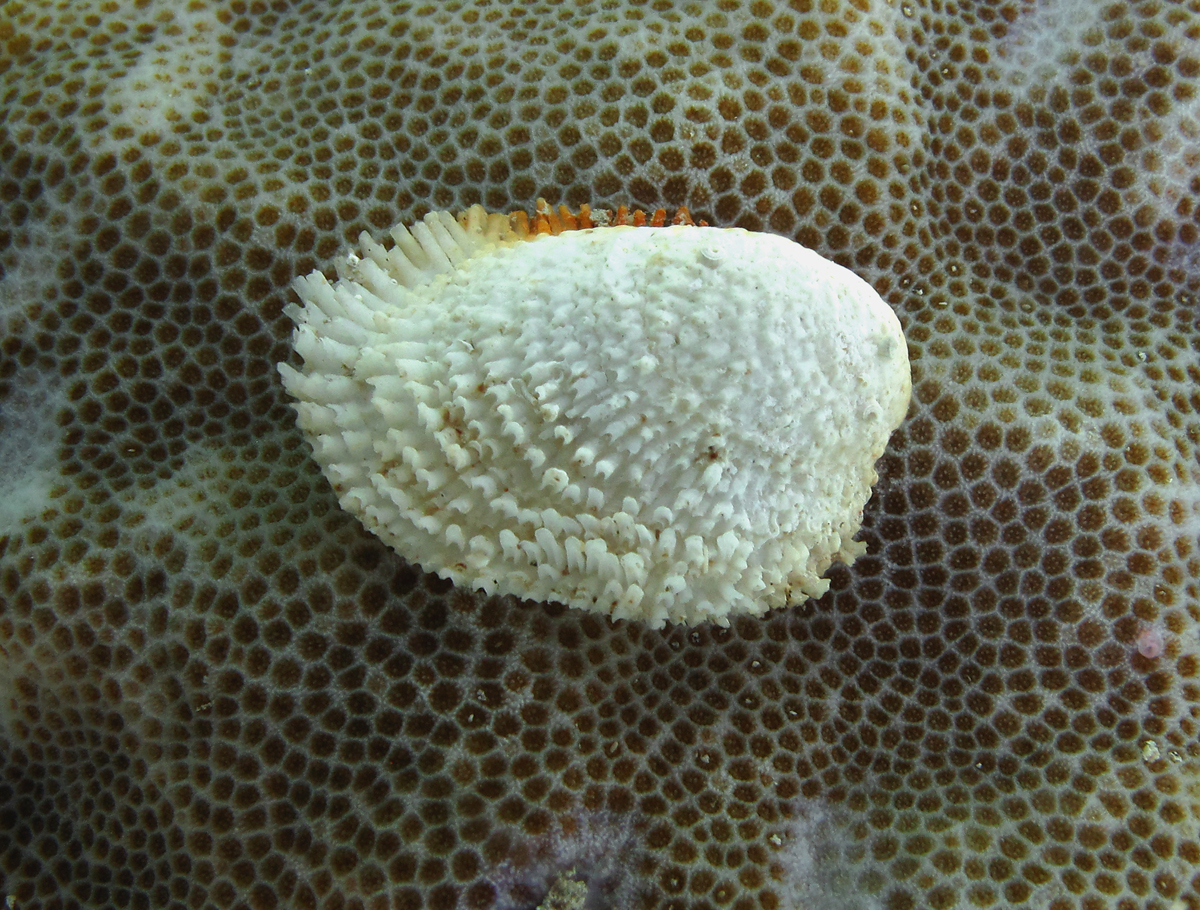
Chama jukesi
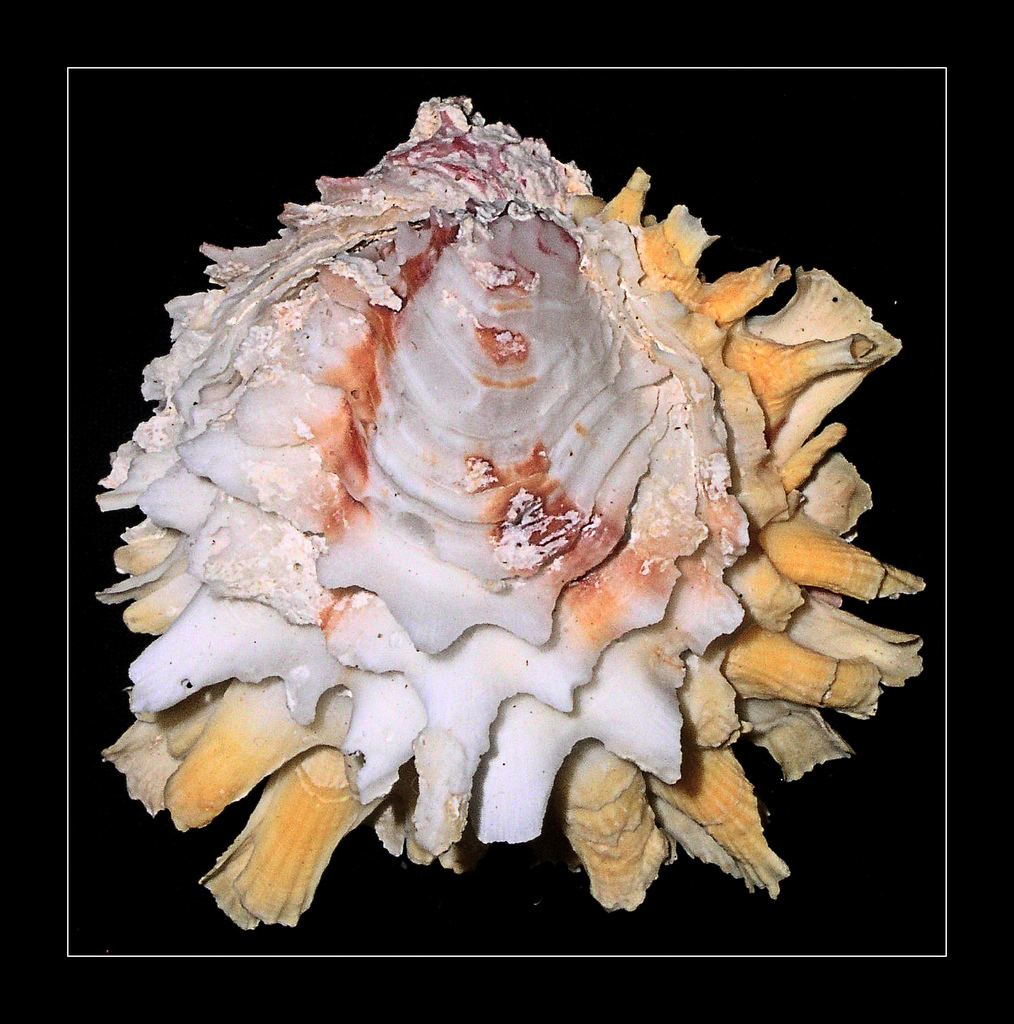
Chama lazarus